# Левни
Левни́ (тур. Levni), настоящее имя Абдулджели́л Челеби́ (тур. Abdülcelil Çelebi) — придворный художник Мустафы II и Ахмеда III, запечатлевший в своих миниатюрах эпоху тюльпанов.

## Биография
Родился в Эдирне в конце XVII века. Позже семья переехала в Стамбул. Здесь Абдулджелил узнал, что в мастерские дворца Топкапы требуется художник для иллюминирования рукописей. Абдулджелила приняли, а благодаря его мастерству вскоре он стал придворным художником при султане Мустафе II.
Расцвет же творчества Левни пришёлся на так называемую эпоху тюльпанов при Ахмеде III. Крупными работами Левни того времени стали Сурнаме-и Султан Ахмед Хан (тур. Surname-i Sultan Ahmed Han) и Сурнаме-и Вехби (тур. Surname-i Vehbi), изображающие различные празднования. Последний сборник миниатюр Левни, изображающий празднования в честь сюннета четверых сыновей Ахмеда, хранится в библиотеке дворца Топкапы. Особенностью работ Левни стала цветовая гармоничность миниатюр, являвшаяся новшеством того времени.
Абдулджелил скончался в 1732 году в Стамбуле.

## Галерея

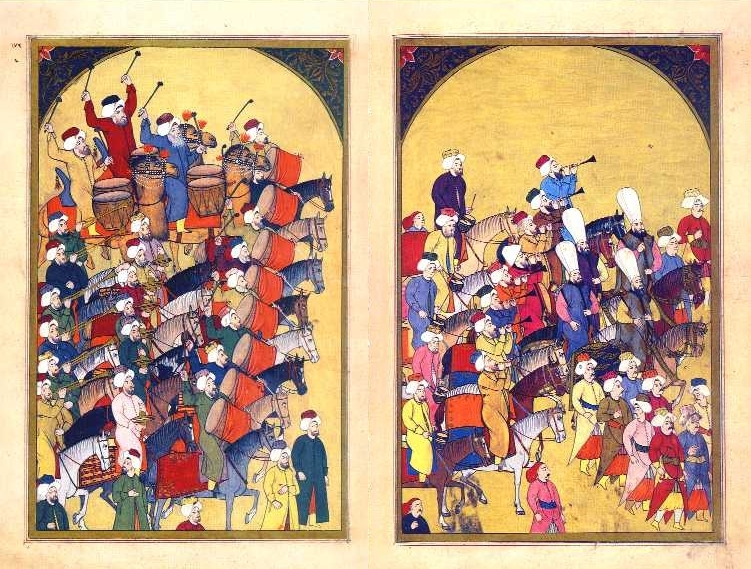
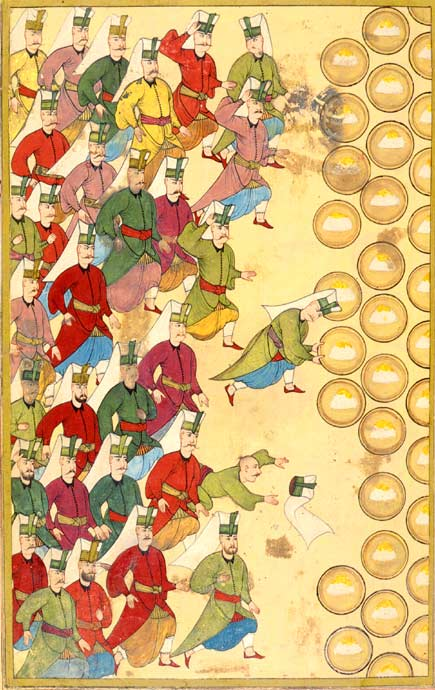
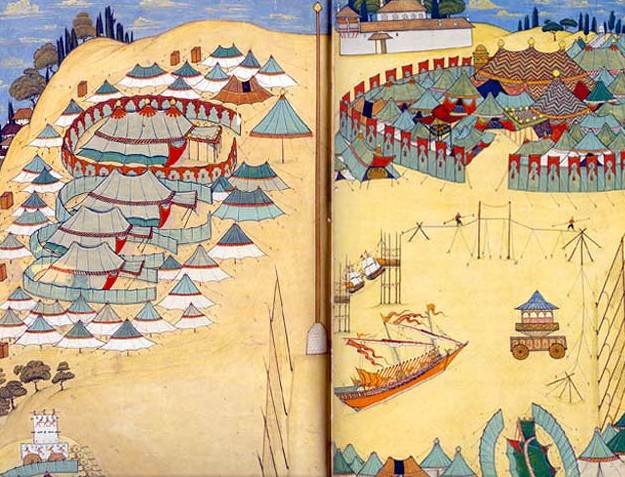
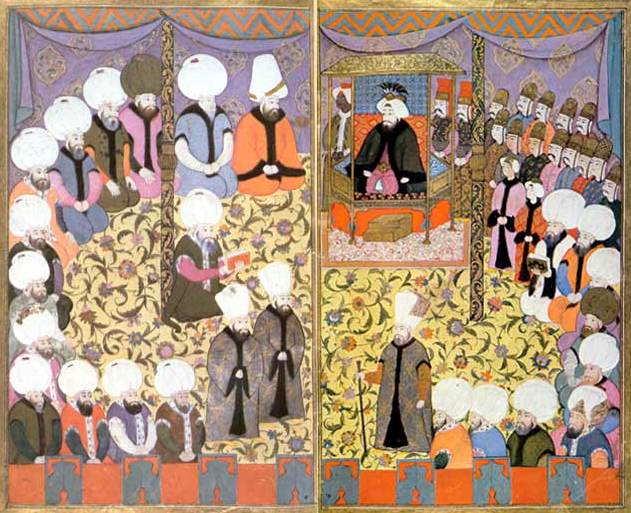
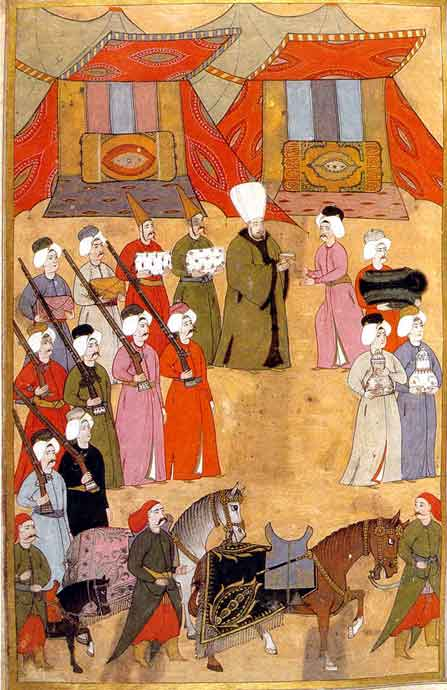
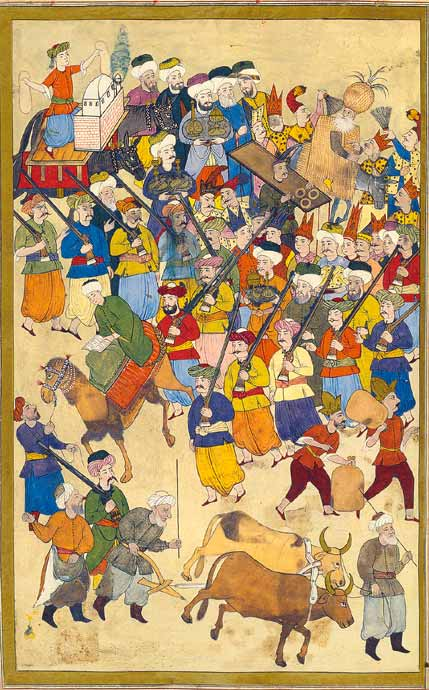
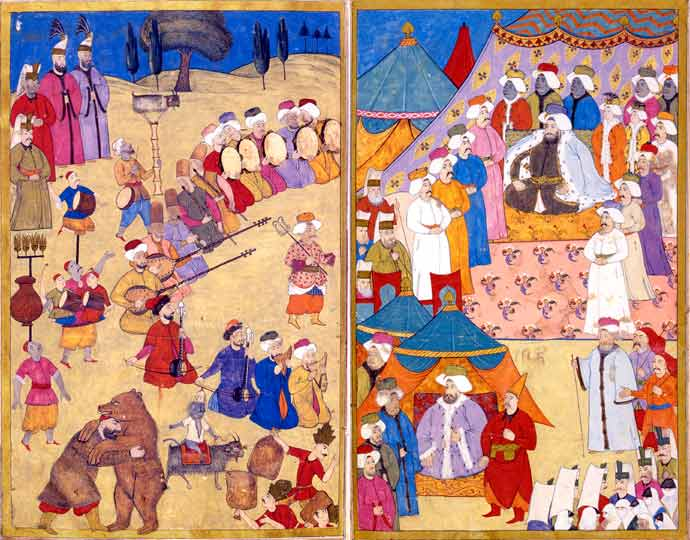
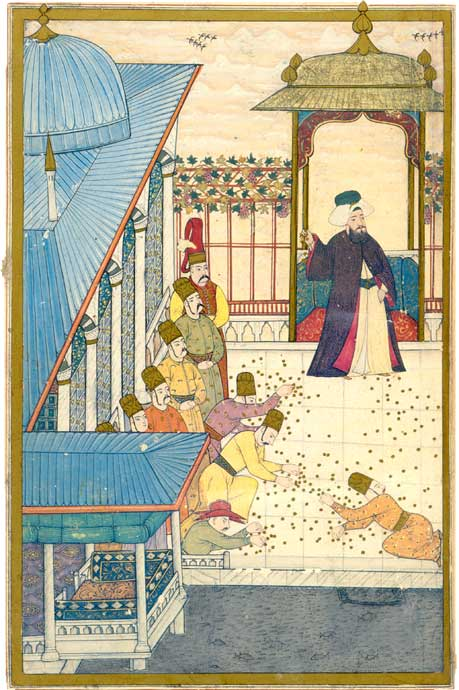